# Phil Abraham
Philip Abraham ist ein US-amerikanischer Kameramann und Fernsehregisseur.
Er ist seit 1999 im Fernsehgeschäft tätig. Als Kameramann wirkte er an allen sechs Staffeln bei Die Sopranos mit. Als Regisseur leitete er 13 Episoden bei Mad Men und vier Episoden bei The Killing, sowie Einzelepisoden weiterer US-amerikanischer Serien. Sein inszenatorisches Schaffen umfasst mehr als 40 Produktionen.
2008 wurde er mit einem Emmy ausgezeichnet für seine Kameraarbeit an der Pilotfolge der Serie Mad Men. Hinzu kommen fünf Emmy-Nominierungen. Fünf Mal war er zudem bei den Online Film & Television Association nominiert.

## Filmografie (Auswahl)
- 1999–2007: Die Sopranos (Kamera, 47 Episoden)
- 2006: Annapolis – Kampf um Anerkennung (Kamera)
- 2007–2013: Mad Men (Kamera oder Regie, 18 Episoden)
- 2009: I Love You, Beth Cooper (Kamera)
- 2009: Breaking Bad (Regie, 1 Episode)
- 2011: The Walking Dead (Regie, 1 Episode)
- 2011–2013: The Killing (Regie, 4 Episoden)
- 2013–2019: Orane is the New Black (Regie, 11 Episoden)
- 2014–2016: Ray Donovan (Regie, 2 Episoden)
- 2020: Most Dangerous Game (Regie, 15 Episoden)
- 2023: Hunters (Regie, 5 Episoden)
- 2023: Fubar (Regie, 2 Episoden)